# ベルンハルト・アンセルム・ヴェーバー
ベルンハルト・アンセルム・ウェーバー（Bernhard Anselm Weber, 1764年4月18日 - 1821年3月23日）は、ドイツの指揮者、作曲家、ピアニスト。

## 略歴
マンハイムに生まれる。ゲオルク・ヨーゼフ・フォーグラーのもと音楽の研鑽をつみ、長ずるにハノーファーのグロスマン座音楽監督。のち、ヨハン・フリードリヒ・ライヒャルトの後を襲いベルリン宮廷歌劇場の総監督を務める。ベルリンに没した。作曲家として、劇音楽『ヴィルヘルム・テル』などを遺している。

## 参考文献

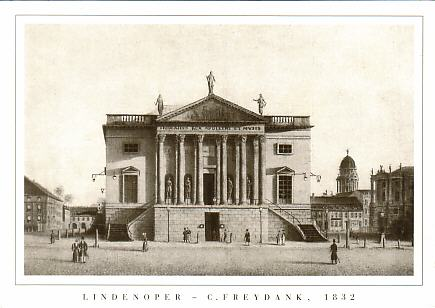
19世紀のベルリン宮廷歌劇場